# Saint-Coutant, Deux-Sèvres
Saint-Coutant är en kommun i departementet Deux-Sèvres i regionen Nouvelle-Aquitaine i västra Frankrike. Kommunen ligger i kantonen Lezay som tillhör arrondissementet Niort. År 2022 hade Saint-Coutant 277 invånare.

## Befolkningsutveckling
Antalet invånare i kommunen Saint-Coutant
| Referens: INSEE |